# Expresión fática
En lingüística, una expresión fática es una forma de comunicación que tiene una función social, como la cordialidad social que no busca u ofrece información de valor propio, sino que puede indicar la voluntad de cumplir las expectativas locales convencionales de cortesía. Las expresiones fáticas son una función socio-pragmática y se utilizan en conversaciones cotidianas normalmente en situaciones que favorecen los intercambios sociales. En comunicación oral se utiliza el término "charla trivial" (conversación por sí misma) y también ha sido llamado "acicalado social."
Por ejemplo, saludos como "Hola", "¿Cómo estás?" (en muchos contextos), y "buenas tardes" son expresiones fáticas. En las expresiones fáticas, los actos de habla no son comunicativos, ya que no se comunica ningún contenido. Según el antropólogo Bronisław Malinowski, el discurso aparentemente "sin finalidad"—charla trivial educada, como "¿cómo estás?" o "ten un buen día"—, aunque su contenido puede ser trivial o irrelevante en esa situación, desempeñan la función importante de establecer, mantener y administrar lazos sociales entre los participantes.
En el trabajo de Roman Jakobson, la función 'fática' del lenguaje se relaciona con el canal de comunicación; por ejemplo, cuando alguien dice "No puedo oírte, se te corta" en medio de una conversación telefónica. Este uso aparece en investigaciones sobre comunidades y microblogging online.

## Historia
El término comunión fática ("conectar por el lenguaje") fue acuñado por el antropólogo Bronisław Malinowski en su ensayo "El problema del significado en lenguas primitivas", que apareció en 1923 como una contribución suplementaria a El significado del significado de C. K. Ogden e I. A. Richards. El término "fático" significa "lingüístico" (es decir, "por la lengua") y viene del griego φατός phatós ("decible, que puede ser dicho"), de φημί phēmí ("Yo hablo, digo").

## Expresiones fáticas en varios idiomas

### Danés
El danés tiene varios saludos fáticos:
- Hvordan går det? '¿Cómo va todo?'. Similar al saludo en español ¿cómo estás?. Las posibles respuestas son las siguientes: Det går godt/fint 'Va bien'.

- Hvor'n skær'en? '¿cómo va?' (jerga) Saludo informal entre amigos cercanos.

- Hvad så? '¿qué entonces?'. Similar al saludo en español ¿qué pasa?. Frecuentemente utilizado en Jutlandia.[9] Una respuesta posible es Ikke så meget 'no demasiado'.

- Hej es un saludo informal muy común y equivalente al inglés Hi, pronunciado casi igual. Los saludos de una sola palabra con aproximadamente el mismo significado incluyen hejsa (combinación del hej con el sa alemán, desde el ça francés[10]), dav, davs (ambas formas reducidas de dag, que significa 'día'[11]), goddag, halløj, halløjsa, halløjsovs (un juego de palabras hecho mediante la combinación halløj y løgsovs 'salsa de cebolla'), pænt goddag ('buen día') es el saludo más formal.

- Hallo solo se usa cuando el emisor no está seguro de que pueda ser escuchado. Ejemplos en los que decir/gritar Hallo es apropiado: Tratar de averiguar si alguien más está en una habitación o edificio aparentemente vacío; usarlo como saludo por teléfono; comprobar si la persona que estás llamando puede oírte todavía (cuando hay una mala conexión); tratar de llamar la atención de un oyente que parece no prestar atención.

- Mojn solo se utiliza en el sur de Jutlandia. Proviene de moin, usado en el norte de Alemania, que a su vez proviene de la palabra alemana Morgen[12] ('mañana'). A pesar de su significado original, se utiliza como saludo durante todo el día.

- Hej hej o farvel son formas comunes de decir adiós. Vi ses 'nos vemos' se utiliza como despedida en conversaciones cara a cara, mientras vi snakkes 'hablamos'/vi snakkes ved 'hablamos en' se utilizan tanto en conversaciones cara a cara como en telefónicas/escritas.

- Kør forsigtigt 'conduce con cuidado' se dice a una persona que sale del lugar donde se encuentra el emisor y va a conducir/montar en bicicleta a otro lugar. Kom godt hjem 'vuelve bien a casa' se dice en la misma situación, independientemente del medio de transporte.

- God arbejdslyst 'que tengas un buen día en el trabajo' se dice a una persona que está actualmente trabajando o saliendo para trabajar.

- Tak for i dag 'gracias por hoy' se suele decir en contextos más formales de interacciones prolongadas, como al final de una reunión o al final de una clase.

- God bedring 'buena recuperación'. Se dice al dejar a una persona enferma.

- Ha' det godt 'cuídate' o du/I må ha det godt 'cuídense' (pl.) es una frase de despedida que desea el bienestar del otro. Una variante en tono de broma es Ha' det som I ser ud 'hazlo como quieras' (literalmente: 'que lo tengas como te ves por fuera'). Al no decir el adjetivo esperado 'bueno', el emisor está violando la máxima de cantidad y, por tanto, infiriendo así que no cree que el oyente se vea bien. Esto puede entenderse como un insulto y, por lo tanto, se utiliza principalmente de forma informal entre amigos.

Algunos saludos fáticos solo se usan por escrito como en cartas, correos electrónicos y discursos leídos en voz alta:
- Kære 'estimado' seguido por un nombre es una manera formal de iniciar una carta, discurso etc.[13]

- Maneras de terminar a una carta o correo electrónico incluyen hilsen 'un saludo', (med) venlig hilsen '(con) un cordial saludo', a veces abreviado a (m)vh. También se incluyen med kærlig hilsen 'con un cariñoso saludo' abreviado kh, knus 'un abrazo'.

Algunos saludos como hej pueden ser utilizados durante todo el día. Algunos son más específicos, y el momento específico de cuándo cambiar al siguiente saludo puede variar de hablante a hablante. Pero en general los saludos específicos de tiempo son:
- Godmorgen 'buenos días', entre las 6 y las 10 de la mañana

- God formiddag, literalmente 'buenos días antes de mediodía', alrededor de las 9 - 12 de la mañana

- Goddag 'buenos días', entre las 10 de la mañana y las 6 de la tarde

- God eftermiddag 'buenas tardes', entre la 1 PM y las 6 de la tarde

- Godaften 'buenas noches', entre las 6 de la tarde y las 12 de la noche

- Godnat 'buenas noches', se dice cuando el oyente se va a dormir.

Agradecimientos:
- Las formas de decir gracias incluyen tak 'gracias', tak skal du have 'que las gracias sean contigo', mange tak 'muchas gracias', tusind(e) tak 'miles de gracias', tak for det 'gracias por eso' y jeg takker 'yo agradezco'.

- Un agradecimiento puede ser respondido con selv tak 'el placer es mío' o det var så lidt 'fue muy poco' (haciendo referencia a la pequeña cantidad de trabajo que había que hacer).

Deseos:
- Held og lykke 'suerte y fortuna'. Equivalente al español buena suerte.

- Knæk og bræk 'fisura y rotura' también significa buena suerte, pero sería una especie de equivalente al mucha mierda español. Principalmente dicho por pescadores, deportistas, cazadores y compañías de teatro.[14]

### Idioma de signos danés
Saludos iniciales
HEJ, movimiento con la boca: /hej/ o /dav/ o nada. Utilizado como un saludo estándar equivalente a Hola.
I-ORDEN, movimiento con la boca: /bibi/. Cuando se repite dos veces, el signo puede ser traducido como "¿va todo bien?"
Despedidas
VINKE, movimiento con al boca: /farvel/. El signo significa 'adiós' y se acompaña de un saludo con la mano.

### Inglés
You're welcome (literalmente 'sea bienvenido'), en su uso fático, no está destinado a transmitir que el receptor es bienvenido; es una respuesta fática de agradecimiento, que a su vez funciona para reconocer el recibo de un beneficio.
Del mismo modo, la pregunta how are you? (“¿cómo está(s)?”) (es generalmente un componente automático de un encuentro social. Aunque hay momentos en que how are you? (“¿cómo estás?”) se pregunta de manera sincera y preocupada esperando una respuesta detallada con respecto al estado actual del receptor, esto necesita ser inferido pragmáticamente en base al contexto y entonación.
Ejemplo: un intercambio simple y básico entre dos conocidos en un entorno no formal:
- Hablante uno: What's up? (¿qué pasa?) (Inglés americano. En inglés británico suele significar "¿algún problema?")

- Hablante dos: Hey, how's it going? (Hola, ¿cómo va?) (En inglés americano Hey es equivalente a Hola. Añadir cómo va vuelve a la pregunta inicial, parafraseada, sin ofrecer ninguna información sobre lo que posiblemente esté "pasando". En resumen, la pregunta del primer hablante es respondida con un equivalente por el segundo hablante, sin responder realmente a la pregunta literal del primero.)

O:
- Hablante uno: Alright? (¿de acuerdo?) (Inglés británico. En inglés americano esto sólo puede ser una pregunta incrustada, que aproximadamente significa ¿estás de acuerdo con o aceptas lo que he dicho? En EE. UU., la versión alargada (Are) you alright? puede significar ¿algo va mal?)

- Hablante dos: Yeah, alright. (Sí, bien.)

En ambos diálogos, ninguno de los hablantes espera una respuesta real a la pregunta, sino más bien es una indicación de que cada uno ha notado la presencia del otro y, por lo tanto, cumplen ese deber social particular.

### Islandés
Hay varios saludos fáticos diferentes en islandés, que varían en su formalidad:
- Hvað segirðú (gott)? '¿qué (bueno) cuentas?'. Igual al español ¿cómo estás?. Para un hablante extranjero puede parecer extraño que la respuesta predeterminada, gott 'bueno', aparezca en la pregunta. Una posible respuesta puede ser ég segi allt gott/fínt 'yo digo que todo está bien/bien'

- Hvernig gengur? '¿cómo va?'.

Agradecimientos:
- Takk fyrir 'gracias por'.

### Japonés
En japonés, las expresiones fáticas juegan un papel importante en la comunicación, por ejemplo, las respuestas de canal secundario llamadas aizuchi. Otras expresiones como estas incluyen el generalizado Yoroshiku onegaishimasu ("por favor, sé amable conmigo", utilizado antes de comenzar a trabajar con alguien), Otsukaresama desu (lit. "usted debe estar cansado", algo así como "gracias por su trabajo duro", utilizado tanto de despedida como de saludo) y Osewa ni natteimasu ("gracias por su apoyo").

### Persa
Taarof es un conjunto complejo de expresiones y otros gestos en la sociedad persa, principalmente reflejado en el idioma.

### Galés
En galés, el saludo general es una versión regional y coloquial de sut mae? ('¿cómo es?'). La pronunciación general en el Sur de Gales es shw mae, y en el Norte, su' mae. La respuesta habitual es iawn ('está bien') o, iawn, diolch' ('está bien, gracias'), o tal vez la más tradicional, go lew ('bastante bien'), go lew, diolch ('bastante bien, gracias'). Muchos hablantes nativos no responden así. Simplemente dicen: shw mae? o su' mae? como respuesta.
El uso del fático sut mae ha sido utilizado como campañas para animar a los hablantes de galés a iniciar conversaciones en su idioma, y para que los hablantes no nativos "le den una oportunidad". En 2013 se celebró por primera vez el Día de Shwmae Sumae y se celebra anualmente el 13 de octubre.

### En la ficción
Es frecuente que autores creen expresiones fáticas como parte de la creación de sus mundos, especialmente en ciencia ficción o fantasía.
- En Canción de hielo y fuego de George RR Martin, el pueblo de Essos usa la expresión Valar Morghulis (“todos los hombres deben morir”) que se responde con Valar Dohaeris (“todos los hombres deben servir”).

- En la saga Star Wars, los personajes usan la frase de despedida "que la fuerza te acompañe", seguida por "siempre."

- En Star Trek, la expresión "larga vida y prosperidad" se usa de manera fática, acompañada de un saludo vulcano.

## Expresiones fáticas no-verbales
Las expresiones fáticas no verbales se utilizan en comunicación no verbal para enfatizar o para detallar el mensaje que una persona transmite o expresa. Ejemplos frecuentes de estos son sonreír, gestualizar, saludar, etc. Según la Dra. Carola Surkamp, profesora de la Universidad de Colonia, la comunicación fática no verbal se puede expresar con rasgos físicos involuntarios como dirección de la mirada, sonrojarse, posición, etc., y que estos tienen una función vital para regular la conversación.

## Expresiones fáticas en línea
Las expresiones fáticas se usan en diferentes plataformas de comunicación en Internet, tales como redes sociales donde ciertas plataformas requieren y esperan ciertas acciones entre los usuarios para comunicarse o implicar ciertos mensajes entre ellos sin manifestaciones directas. Ejemplos de esto serían: 'me gusta', comentarios/respuestas, compartidos/reblogs, uso de emojis, etc. Estos “posts” fáticos, como los llaman Radovanovic y Ragnedda, se usan con una función social comunicativa que mantienen la función principal de expresar conexión social, relaciones entre usuarios y reconocimiento de participantes.